# Gökhan Türkmen

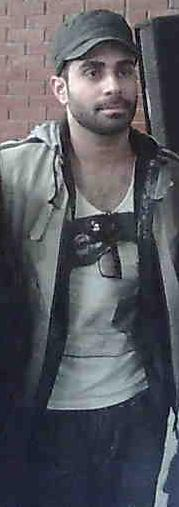
Gökhan Türkmen (2011)

Gökhan Türkmen (* 1. September 1983 in Istanbul) ist ein türkischer Popmusiker.

## Karriere
Seine Musikkarriere begann im Jahr 2008 mit der Single Büyük İnsan und dem gleichnamigen Debütalbum. Im Jahr 2010 gewann er einen Altın Kelebek Award in der Kategorie Bester Newcomer. Im Jahr 2014 konnte er mit dem Album En Baştan und den dazugehörigen Singleauskopplungen ein erfolgreiches Comeback feiern.

## Diskografie

### Alben
- 2008: Büyük İnsan
- 2010: Biraz Ayrılık
- 2014: En Baştan
- 2016: Sessiz
- 2020: Romantik
- 2021: 7

### EPs
- 2012: Ara
- 2018: Synesthesia
- 2019: Virgül
- 2019: Gökhan Türkmen'le Az Biraz

### Remixalben
- 2019: Iptıs Çaktıs

### Livealben
- 2021: Akustik + (Canlı)
- 2023: Kontekst (Live)
- 2025: 14 Şubat "Özel" (Canlı)

### Singles
| - 2008: Büyük İnsan - 2008: Dön - 2009: Yan Sen - 2010: Biraz Ayrılık - 2010: Rüya (mit Yonca Kocadağ) - 2010: Kayıp Şehir (mit Özgür Akkuş) - 2011: Yüreğim - 2011: Bir Öykü - 2011: Ayıp Ettin - 2012: Aşk Lazım - 2012: Bitmesin - 2012: Bedende Ruh Yokken (mit Bahadır Tatlıöz) - 2013: Bir Kadın Tanıdım - 2014: Çatı Katı - 2014: Dene - 2014: Sen İstanbul'sun - 2015: Taş - 2015: Korkak (mit Aslı Demirer) - 2016: Durum Leyla (mit Ayşegül Aldinç) - 2016: Yanımda Kal (mit Harun Kolçak) - 2016: Vay Halimize (mit GT Band) - 2016: Öyle Güzel Ki - 2017: İnsanız Ayıbı Yok - 2017: Olsun - 2017: Aşktır - 2017: Zar (mit Serkan Ölçer Orkestrası) - 2018: Çalkala (mit Ege Çubukçu & Aslı Demirer) - 2018: Yaşa (mit Bora Uzer) - 2018: Olmadı - 2018: Dene/Yaşamak İstemem - 2018: Nazınla Dünya Sazınla Dünya - 2018: Lafügüzaf - 2018: İhtimaller Perisi - 2019: Ben Unuturum - 2019: Masal Olsa - 2019: Para Hala Bende (mit Aytaç Özgümüş) - 2019: Aşkın Enkazı - 2019: Sır | - 2019: Kına (mit Mehmet Erdem, Bahadır Tatlıöz, Bulutsuzluk Özlemi, Kubat, Pi & Tepki) - 2020: Gülmedi Kader (mit Birkan Nasuhoğlu) - 2020: Gönül (mit Ceylan Ertem) - 2020: Kağıt / Bout D’Histoire - 2020: Aşk - 2020: Yüzüme Vurma (mit Serkan Emre Çiftçi) - 2020: Deli - 2020: Mavi (mit Nil Rona) - 2020: Derdim - 2021: Yalnızım Ulan - 2021: Gelin Canlar (mit Burcu Arı) - 2021: Şerefine - 2021: Heyecan - 2022: Mahşer - 2022: Herkes Yolunda (mit Mert Carim) - 2022: Kadınım (mit Ceylan Ertem) - 2022: Seninle Ben - 2022: Bilmem - 2023: Durumlar Müsait (mit Deeperise) - 2023: Kendini Bozmadan (mit Harmanadam) - 2023: Elif (mit Serkan Emre Çiftçi) - 2023: Ah Yandım - 2023: Sevme - 2023: Kalem - 2023: Yangın Haritası (mit Umut Yunus Ateş) - 2023: Ben Aşk Bilirim (mit Emrah Arıca) - 2023: Kiraz Çiçekleri - 2023: Ayıp Ettin (Organik) - 2024: Bal - 2024: Alışmak Sevmekten Zor - 2024: Kalbim (Organik) - 2024: Buram Buram - 2024: Sensiz Daha Güzel - 2024: Koy Koy - 2024: Açık Adres - 2025: Yan Sen (Organik) - 2025: Özür Dilerim |

## Filmografie
Serien
- 2017: Şevkat Yerimdar (Gastauftritt)

## Auszeichnungen
- 2010: Altın Kelebek Award in der Kategorie Bester Newcomer